# Formularios de Google
Formularios de Google (en inglés, Google Forms) es un software de administración de encuestas que se incluye como parte del conjunto gratuito Google Docs Editors basado en la web que ofrece Google. Formularios de Google solo está disponible como una aplicación web. La aplicación permite a los usuarios crear y editar encuestas en línea mientras colaboran con otros usuarios en tiempo real. La información recopilada se puede ingresar automáticamente en una hoja de cálculo.

## Características
El servicio de formularios de Google ha sufrido varias actualizaciones a lo largo de los años. Las funciones incluyen, entre otras, búsqueda de menú, selección de preguntas en un orden aleatorio, limitación de respuestas a una vez por persona, enlaces más cortos, temas personalizados, generación automática de sugerencias de respuestas al crear formularios, y un «Subir archivo» para los usuarios que responden preguntas que requieren que compartan contenido o archivos desde su computadora o Google Drive.
En octubre de 2014, Google introdujo complementos para formularios de Google que permiten a los desarrolladores externos agregar nuevas funciones a las encuestas, mientras que en julio de 2017, Google actualizó formularios para agregar varias funciones nuevas. La «validación de respuesta inteligente» es capaz de detectar la entrada de texto en los campos del formulario para identificar lo que está escrito y pedir al usuario que corrija la información si la entrada es incorrecta. Dependiendo de la configuración de uso compartido de archivos en Google Drive, los usuarios pueden solicitar cargas de archivos de personas fuera de las respuestas de opciones múltiples en una tabla. En Configuración, los usuarios pueden realizar cambios que afectan a todos los formularios nuevos, como recopilar siempre las direcciones de correo electrónico.
Formularios de Google presenta todas las funciones de colaboración y uso compartido que se encuentran en Documentos, Hojas de cálculo, Presentaciones, Dibujos y Sites.